# Спондилёз
Спондилёз (spondylosis; греч. «spondylos»- позвонок; син. деформирующий спондилёз) — инволюционный процесс постепенного изнашивания и старения анатомических структур позвоночника, сопровождающийся дистрофией наружных волокон передних или боковых отделов фиброзного кольца, выпячиванием его под давлением сохранившего свой тургор мякотного ядра, отложением и оссификацией передней продольной связки и образованием краевых костных разрастаний (остеофитов) вдоль оси позвоночника только по окружности передних и боковых отделов.

## Описание
При спондилёзе длительное время сохраняется высота диска и не нарушается анатомо-топографическое взаимоотношение элементов позвоночного канала. Поэтому спондилёз в «чистом» виде, не осложнённый спондилоартрозом, не имеет клинических проявлений. При более тяжёлых стадиях возможны боли, сопровождающиеся ограничением подвижности позвоночника, утомляемость, обездвиженность соответствующего отдела позвоночника.
При спондилёзе костная ткань суставов разрастается, образуются остеофиты, то есть дополнительная костная ткань (по мере нарастания костный вырост распространяется к соседнему позвонку, тогда как от соседнего позвонка образуется такой же вырост, в некоторых случаях окостенение начинается на уровне межпозвоночного диска). В особо тяжёлых случаях наступает сращение позвонков, от чего страдают сосуды, нервы и мышечная ткань, а также близлежащие органы.
Разрастание остеофитов представляет собой защитно-компенсаторную реакцию организма, направленную на то, чтобы с помощью данных новообразований «заполнить» образованные в процессе травмирования трещины в суставах.
Почти одинаково часто встречается у мужчин (80 %) и женщин (60 %) старше 50 лет, а первые его признаки могут быть выявлены в возрасте 20—30 лет.

## Причины
Спондилёз может быть следствием гиподинамии и низкой двигательной активности; длительных периодов переохлаждения, при которых нарушается иннервация позвонков, связок и сосудов; возрастных изменений; тяжёлых физических нагрузок; нарушений метаболизма; остеохондроза шейных позвонков, при котором давление на суставы значительно усиливается, а позвонки стираются; травм или деформаций позвоночника, а также плоскостопия, эндокринных заболеваний.